# Darlington Football Club
El Darlington Football Club es un club de fútbol inglés fundado a finales del siglo XIX con sede en la ciudad de Darlington, condado de Durham y que actualmente juega en la National League North. 
El club se fundó en 1883 y ha participado en varios torneos locales y nacionales. En 1885 ingresó por primera vez en la FA Cup, siendo eliminado por el Grimsby Town 8-0. Esa misma temporada disputó la final de la Durham Challenge Cup y un año después ganó su primer título tras vencer al Sunderland en el estadio Feethams 3-0. En 1889 se afilió a la Northern Football League, categoría semiprofesional conformada por los condados de Durham, Northumberland, Tyne y Wear, Cumbria y Yorkshire del Norte. En este torneo ganó dos campeonatos: el primero en la temporada 1895-96 y el segundo en la 1899-1900; este último con un balance de doce partidos ganados, uno perdido, cuarenta y dos goles a favor y veintisiete puntos, cuatro más que el Stockton St John's.
Jugaba sus partidos en el estadio Feethams, que contaba con una capacidad para 8500 espectadores. Este recinto deportivo también fue utilizado para practicar el fútbol aficionado en la década de 1860 y fue el escenario principal del Darlington Cricket Club, equipo de críquet de la ciudad. A partir de 1888, la indumentaria del equipo consistió en una camiseta de rayas verticales blancas y negras, pantalón negro y medias del mismo color. Mantiene una fuerte rivalidad con el Hartlepool United, al que se ha enfrentado en 147 ocasiones con un balance de 57 victorias, 30 empates y 60 derrotas.
Tras descender de la Conference National en la temporada 2011-12, el club desapareció por problemas financieros. Después de esto, los propietarios decidieron vender el equipo a la compañía Darlington 1883 Limited, que adquirió todos los activos. El nuevo equipo, llamado Darlington 1883, debutó en la Northern Football League y un año después fue ascendido a la Northern Premier League, donde disputa sus encuentros. En abril de 2017 The Football Association aprobó el cambio de nombre a su denominación original de Darlington F.C. para la temporada 2017/18.

## Historia

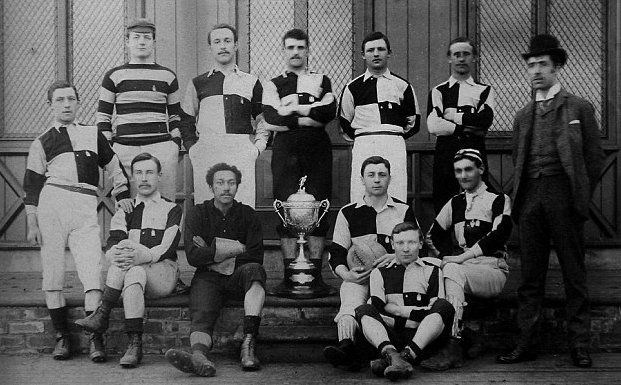
Primer equipo del Darlington para la temporada 1885-86. Última fila: G. Millar, W. Brooks, J. Davison, Tommy Waites, Michael Hope y Harry Hope (de pie). Sentados: R. T. Stabler, Arthur Wharton, J. H. Smeddle, R. B. Buckton y J. T. Hutchinson (en el suelo). De pie y vestido de negro Charles Samuel Craven.

Los antecedentes del club se remontan a de la década de 1880, cuando un grupo de simpatizantes y aficionados al fútbol se reunieron con la finalidad de formar un club que representara a la ciudad de Darlington. La idea surgió como consecuencia de los malos resultados obtenidos por el Haughton-le-Skerne, equipo de la localidad que disputó un torneo organizado por la North East Football Association. Charles Samuel Craven, ingeniero de profesión y jugador del Haughton-le-Skerne, se sintió frustrado por los resultados y tomó la decisión de convocar una reunión para hablar sobre la posibilidad de formar un equipo de fútbol que fuera lo suficientemente fuerte y competitivo. Esta se llevó a cabo el 20 de julio de 1883 en un colegio de la localidad y contó con la presencia de Craven y de otras 30 personas. Finalmente se llegó a un consenso y de esta manera nació el Darlington Football Club, que a su vez, fue dirigido por Craven durante varios años. En la temporada 1984-85 ganó la Durham Challenge Cup después de vencer al Sunderland, torneo organizado por la Durham County Football Association.
Craven permaneció al frente del equipo hasta finales de la década de 1880. En esos años, ayudó a la fundación de la Northern Football League, liga semiprofesional conformada por los condados de Durham, Northumberland, Tyne y Wear, Cumbria y Yorkshire del Norte. Esta nueva competición local fue ideada por Craven y otros dirigentes deportivos, después de una reunión celebrada el 25 de marzo de 1889 en el Brown’s Hotel, en la ciudad de Durham. Finalmente el torneo se puso en marcha y contó con la participación de 10 equipos locales. Antes del final de la temporada Craven renunció a su cargo como máximo dirigente del club y decidió marcharse al Leeds Cricket and Rugby Club, donde le ofrecieron un alto cargo directivo.
Darlington ganó dos campeonatos en la Northern Football League, el primero en la temporada 1895-96 y el segundo en la 1899-1900, este último con un balance de doce partidos ganados, uno perdido, cuarenta y dos goles a favor y veintisiete puntos, cuatro más que el Stockton St John's. En 1908, se afilió a la North Eastern League, torneo conformado por los equipos del Nordeste de Inglaterra. Su primera gran actuación fue en la FA Cup 1910-11 donde cosechó dos victorias, una ante el Sheffield United 1-0 y otra al Bradford Park Avenue 2-1, pero cayó derrotado en octavos de final ante el Swindon Town el 25 de febrero de 1911. Antes de que estallara la Primera Guerra Mundial, el club se vio inmerso en una crisis financiera, aunque J. B. Haw, presidente del Darlington Forge Albion, respaldó económicamente al equipo y financió la construcción de una de las secciones del estadio Feethams. Todas las competiciones nacionales fueron suspendidas por la guerra durante cuatro temporadas. Después de esto, el equipo volvió a participar en la North Eastern League en la campaña 1919-20, en la que quedó como subcampeón.
La Primera Guerra Mundial terminó a finales de 1918 y con ello se dio inicio a las competiciones nacionales. Después de la guerra, el equipo permaneció otras dos campañas en la North Eastern League hasta su ascenso a la Football League Third Division North en la temporada 1921-22. En los primeros tres años, el equipo «cuáquero» terminó en la zona alta de la clasificación. En la campaña 1924-25 se proclamó campeón, lo que supuso su ascenso a la Football League Second Division donde se mantuvo hasta la temporada 1926-27. Trece años después se suspendieron una vez más todos los torneos nacionales por el inicio de la Segunda Guerra Mundial, que duró seis años. El Darlington solo había jugado tres partidos en la campaña 1939-40, la última antes del conflicto militar. Al final de la guerra se reanudaron los torneos, aunque la Asociación del Fútbol solo permitió la disputa de la FA Cup, la Football League North y Football League South. Estas dos últimas competiciones fueron creadas temporalmente como consecuencia del conflicto. El equipo participó en la FA Cup 1945-46, donde cosechó dos triunfos ante el Stockton en la primera ronda. Ya en la segunda, perdió frente al Gateshead por un resultado de 5-4 en el marcador global. En la temporada 1946-47, retomó su participación en la Football League Third Division North.
Durante la década de los años 1960 se hicieron varias remodelaciones al estadio Feethams con un coste total de 20 000 libras esterlinas. Entre las obras, destacaron la instalación de nuevas luces, de un cobertizo para las gradas y la construcción de vestuarios y oficinas. Los reflectores se utilizaron por primera vez el 19 de septiembre de 1960. Desde agosto del mismo año, el Darlington quedó clasificado para la Copa de la Liga de Inglaterra 1960-61, pero no disfrutó de las nuevas instalaciones hasta el 24 de septiembre, en un partido contra el West Ham United que ganó 3-2. Después de pasar la primera y la segunda ronda, se enfrentó al Bolton Wanderers el 14 de noviembre en el Feethams ante 21 023 espectadores, la mayor asistencia al estadio desde que fue abierto al público en 1883. Sin embargo, el Bolton se impuso 2-1 y dejó sin opciones al Dalington. También quedaron eliminados de la FA Cup 1960-61 ante el Hull City, torneo que jugaron simultáneamente con la copa.
Durante toda la década de 1970 el cuáquero permaneció en la Football League Fourth Division, donde perdió protagonismo por los malos resultados. Esto también se vio reflejado en la FA Cup y Copa de la Liga, donde no pasó más allá de la tercera ronda (estos torneos también se disputaron durante la campaña). La temporada 1980-81 fue la más discreta ya que alcanzó la octava posición en la clasificación final, algo que no sucedió desde 1968-69 cuando terminó como uno de los mejores diez clubes. La temporada 1988-89 fue probablemente una de las peores en toda su historia, ya que perdieron la categoría y descendieron a la Conference National. Bastó solo una temporada para que volvieran a la Fourth Division, después de una gran actuación en el torneo. Se proclamaron campeones en la campaña 1990-91 y regresaron una vez más a la Third Division, donde permanecieron hasta la temporada 2004-05, cuando ascendieron a la Football League Two. A finales de la década de 1990, el Feethams volvió a ser remodelado, esta vez se cambió el soporte del cobertizo por uno más moderno; sin embargo, en 1999 el club volvió a tener problemas financieros y fue necesaria la ayuda del empresario George Reynolds, quien además de ocupar el puesto de presidente, tomó la decisión de cubrir todos los gastos y comenzar con un nuevo proyecto deportivo. Invirtió cerca de 20 000 000 GBP para la construcción de un nuevo estadio con capacidad para 25 000 espectadores, que fue conocido como Reynolds Arena.
Jugó varias temporadas en la Football League Two hasta que descendió a la Conference National en 2010-11, donde finalmente permaneció hasta su desaparición como Darlington Football Club. Después de esto, los propietarios del club decidieron vender el equipo a la compañía Darlington 1883 Limited, que adquirió todos los activos. Debutó en la Northern Football League y un año después fue ascendido a la Northern Premier League, donde disputa sus encuentros.
En abril de 2017 The Football Association aprobó el cambio de nombre del club a su denominación original de Darlington F.C. a partir de la temporada 2017/18.

## Indumentaria
Los colores representativos del Darlington son el blanco y el negro, que identifican al club desde sus inicios. En 1888, la indumentaria del equipo consistió en una camiseta de franjas verticales con pantalones y medias completamente negras. Desde entonces sufrió variaciones en el diseño y el color. En 1889, la camiseta dejó de lucir las franjas verticales hasta 1893, cuando retomaron el diseño original, pero con la adición de líneas azules. A comienzos de la década de 1900, se agregó un tono azul al pantalón hasta 1913. Desde entonces, el Darlington cambió las tradicionales franjas verticales por horizontales hasta 1954. Entre 1966 y 1969 lució nuevamente las rayas, pero esta vez en la parte central de la camiseta.
En la temporada 1976-1977, el club añadió rojo a toda su indumentaria y las siglas «D.F.C.», Darlington Football Club. Desde 1982 hasta 1984, el primer equipo de fútbol llevó la publicidad DONN en el espacio central de la camiseta y, más tarde, lucieron otras como McEwan's, I-S-L, Hutchison Telecom, Orange, Soccerdome, Darlington Building Society, The Morritt y Lakeside Care Homes. La última equipación oficial se compuso de blanco, con una franja dorada y negra en la parte superior de la camiseta, y su respectivo escudo.
En 2010, la página web oficial del club abrió una votación al público general para escoger el nuevo diseño del uniforme. En la votación se contemplaron dos opciones, aunque el diseño final estaba sujeto a cambios ya que la Conference Premier prohibió el uso predominante del negro en toda la indumentaria (camiseta, pantalón y medias). Uno de los uniformes propuestos se compuso de blanco y negro con franjas verticales (colores tradicionales), cuello redondo y una línea dorada que atravesaba la parte central de la camiseta; y la segunda constaba de rojo, negro y gris. La indumentaria ganadora llevó la publicidad del hotel The Morritt, quien se ganó el derecho de patrocinar al club después de un sorteo en el que compitieron con otras siete empresas locales.

### Escudo
El escudo oficial del equipo se divide en dos cuarteles. En la parte superior derecha se reproduce un sombrero negro estilizado como el que utilizan los miembros de la Sociedad Religiosa de los Amigos, doctrina fundada en Inglaterra por miembros de la Comunión anglicana en 1624, cuyos seguidores son conocidos como «cuáqueros» o «tembladores». En el cuartel inferior aparece una locomotora de vapor, construida por el ingeniero británico George Stephenson y conocida como Locomotion No. 1. En aquella época era comúnmente llamado el «padre de los ferrocarriles», ya que fue pionero de la primera línea ferroviaria pública del mundo y de transporte de pasajeros que utilizó locomotoras a vapor, construidas por Robert Stephenson and Company en 1824. Estos emblemas representan una parte de la historia de Darlington. Debajo del escudo cuartelado se lee la frase «The Quakers», escrito en tipografía gótica, sobre un lecho de hojas de roble que representa la fuerza y la resistencia.
En la década de 1970, el club incorporó a su camiseta las siglas «D.F.C.» hasta finales de los años 1980, cuando adoptaron el escudo cuartelado que permaneció hasta 2012, fecha de su desaparición. Durante la temporada 2001-02, el escudo sufrió una leve modificación en la que se agregó la famosa torre del reloj en uno de los cuarteles y se suprimió el lecho de hojas de roble. Este es uno de los monumentos más representativos y simbólicos de la ciudad y fue donada por Joseph Pease, primer diputado cuáquero del Parlamento del Reino Unido y pionero de los ferrocarriles en Inglaterra, construido por el arquitecto inglés Alfred Waterhouse.
| 1888 | 1912-1913 | 1957-1958 | 1975-1976 | 1984-1987 |

## Estadio
Al principio jugaba sus partidos en el estadio Feethams, que contaba con una capacidad para 8500 espectadores. Este recinto deportivo que también fue utilizado para practicar el fútbol aficionado en la década de 1860 y fue el escenario principal del Darlington Cricket Club, equipo de críquet de la ciudad. En 1907 se celebró un encuentro oficial entre la selección amateur de Inglaterra y la de los Países Bajos (anteriormente conocida como selección de Holanda). Los neerlandeses perdieron por un contundente 12-2, el peor resultado internacional en la historia de la selección.
Las instalaciones del Feethams eran muy limitadas para la época, con espacios muy reducidos y pocas zonas de acceso. Contaba con cuatro secciones repartidas a lo largo del complejo, una de ellas llamada Tin Shed, donde practicaba el Darlington Cricket Club —equipo de críquet de la ciudad—. Estas secciones fueron construidas en 1905. Debido a la popularidad del equipo, cada vez era más frecuente la visita de aficionados y seguidores, por lo que fue indispensable la construcción de dos nuevas torres en la entrada principal, después comparadas con las famosas y clásicas torres del estadio de Wembley. En 1920 se construyeron las oficinas de administración, varios cuartos y una zona que servía de vestuario para el equipo local, con una inversión de 20 000 libras, y a comienzos de la década de 1960 se instalaron varios reflectores. A finales de la década de 1990 se volvieron a realizar reformas, en este caso sobre los muros de las gradas.
Con el transcurrir del tiempo, la infraestructura de la ciudad de Darlington fue cambiando y se mejoraron las vías de acceso y los alrededores del estadio. A pesar de estos avances, el club se vio inmerso en una crisis financiera al igual que otros clubes ingleses de la época, ya que no se generaban suficientes ingresos y, en un principio, se pensó en vender el terreno. El estadio permaneció activo hasta el 3 de mayo de 2003, fecha en la que se jugó el último partido ante el Leyton Orient. Finalmente fue demolido en 2006 pero antes sufrió varios ataques vandálicos, incluso fue objeto de incendios provocados en algunas zonas del complejo deportivo, en parte, por el abandono y la falta de recursos. Lo único que quedó del estadio después de la demolición fueron las gradas, desmanteladas en 2013 por medio de grúas; para muchos seguidores, el techo de las gradas fue una de las partes más icónicas y emblemáticas del club y guarda una estrecha relación afectiva con los aficionados.
El primer equipo de fútbol se trasladó al nuevo complejo deportivo llamado The Darlington Arena, abierto al público en 2003. George Reynolds, propietario de club, decidió construir un nuevo estadio con capacidad para 25 000 espectadores, por un costo de 18 000 000 libras. Oficialmente se llamó Reynolds Arena entre 2003 y 2004, Williamson Motors Stadium hasta 2005, The 96.6 TFM Darlington Arena hasta 2007, Balfour Webnet Darlington Arena entre 2007 y 2009, desde 2009 se llama The Northern Echo Darlington Arena. La plantilla del primer equipo disputó su primer encuentro el 16 de agosto de 2003 frente al Kidderminster Harriers, que finalizó 2-0, ante 11 600 espectadores.
En 2007 se aprobó la construcción de 160 viviendas como parte de un proyecto urbanístico, la creación de parques y espacios naturales, el mejoramiento de puentes y vías peatonales en los alrededores, una reserva ecológica a las afueras del estadio para fomentar la protección y conservación de la vida silvestre, y varias rutas de ciclismo. Como parte del proyecto, el grupo inversor de la obra también manejó la posibilidad de reformar las antiguas torres construidas en la entrada del recinto deportivo, como un recuerdo a los 120 años de historia del club.
Después de todos estos sucesos, varios hinchas y fanes programaron una serie de reuniones con el fin de exhibir las mejores imágenes del estadio en el Darlington Arts Centre. Además de las fotos se mostraron objetos alusivos al estadio Feethams y al club.

## Miembros de la plantilla

### Jugadores
El Darlington participó en varias competiciones nacionales y locales. A pesar de la extensa tradición de futbolistas ingleses que formaron parte de la primera plantilla, el equipo también se caracterizó por la participación de jugadores extranjeros como David Speedie, escocés que marcó 22 goles en todos los torneos durante dos temporadas, el irlandés Micky Cummins, quien formó parte de la selección sub-21 de Irlanda y militó en Darlington desde 2006 hasta 2008, Colin Sinclair, otro escocés que jugó como delantero durante cinco años, marcó 65 goles y fue integrante del denominado «Dream Team» confeccionado por seguidores e hinchas del club, entre muchos otros.

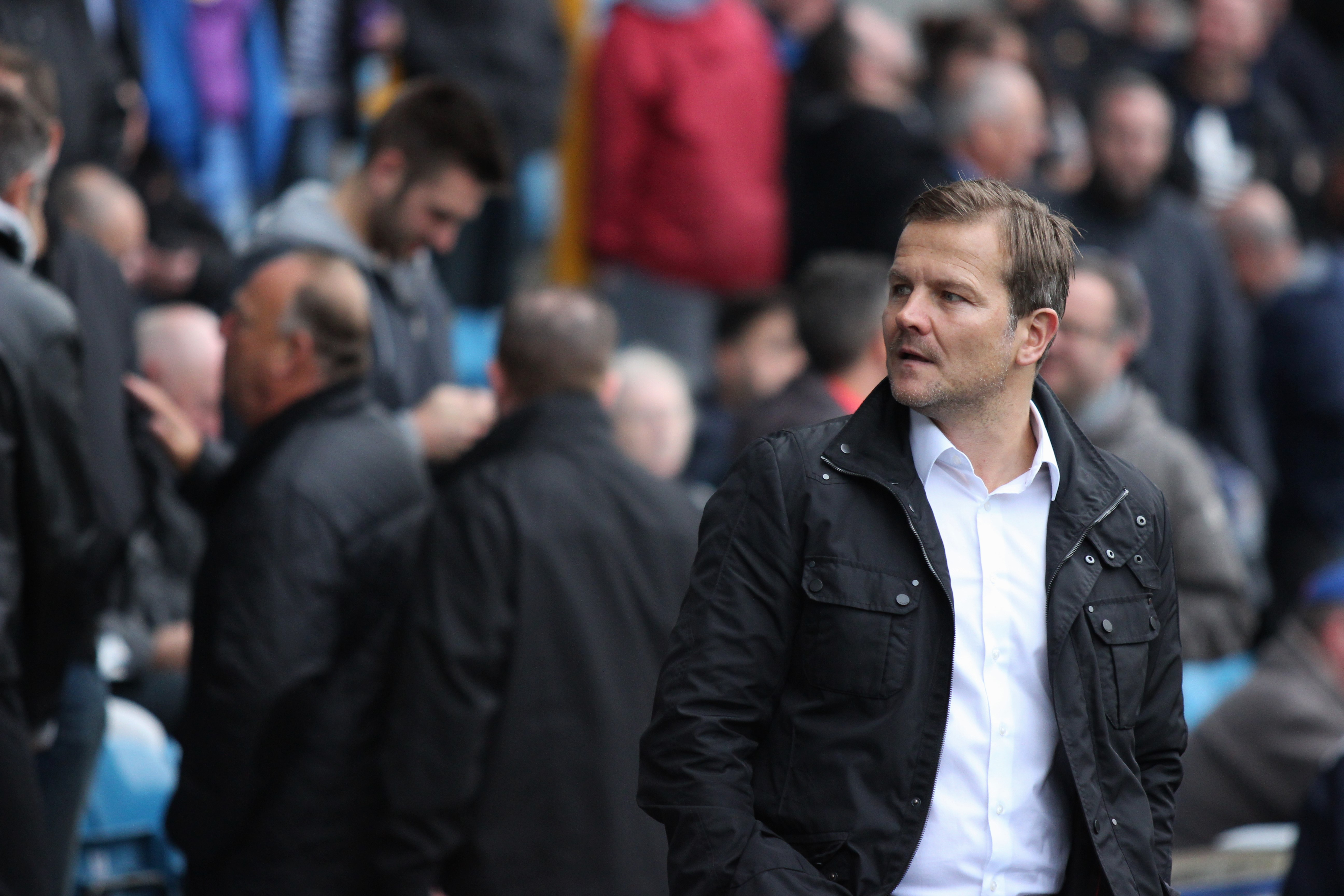
Mark Cooper, entrenador del Darlington en la temporada 2010-2011. Campeón del FA Trophy 2010-11.

No se sabe con exactitud quien fue el primer director técnico en la historia del Darlington. Aunque fue fundado en 1883, solo se tienen registros de aquellos que empezaron a dirigir desde comienzos de la década de 1900, siendo Thomas Herbert McIntosh el primero de una extensa lista. El británico fue el máximo responsable de la conducción del equipo en calidad de secretario durante nueve años, hasta el 31 de mayo de 1911. Darlington fue su primera experiencia como entrenador, después pasó a dirigir el Middlesbrough y por último el Everton, donde logró varios campeonatos, entre ellos, la FA Cup de la temporada 1932-33. William Lawrence Lane, más conocido como W. L. Lane, continuó en el puesto hasta el 31 de mayo de 1912 y fue reemplazado por Dick Jackson, quien permaneció siete años.
En agosto de 1919 asumió el cargo John Cogal «Jack» English, quien fue jugador del equipo y ganó la North Eastern League en 1920-21. Como entrenador se alzó con el campeonato de la Football League Third Division North en 1924-25. Otros como George Collins, Brian Little y Mark Nicholas Cooper también ganaron campeonatos, este último la FA Trophy de 2010-11 después de vencer en la final al Mansfield Town 1-0 en el estadio de Wembley.

### Entrenadores
La mayoría de entrenadores que pasaron por el club fueron ingleses a excepción de los escoceses Bill Forrest (1946-1950), Ray «Yogi» Yeoman (1968-1970), Frank Brennan (1971-1972), Ralph Laidlaw Brand (1972-1973), Francis Tierney Gray (1991-1992), Billy McEwan (1992-1993) y el irlandés Stephen Staunton (2009-2010). David Hodgson fue el único que dirigió al equipo en tres ocasiones y Craig Liddle el último que se mantuvo al frente hasta su desaparición en 2012.
Cronología de los entrenadores:
| - Tom McIntosh (1902-1911) - W. L. Lane (1911-1912) - Dick Jackson (1912-1919) - Jack English (1919-1928) - Jack Fairless (1928-1933) - George Collins (1933-1936) - George Brown (1936-1938) - Jack Carr (1938-1942) - Jack Surtess (1942-1942) - Jack English (1945-1946) - Bill Forrest (1946-1950) - George Irwin (1950-1952) - Bob Gurney (1952-1957) - Dick Duckworth (1957-1960) - Eddie Carr (1960-1964) - Lol Morgan (1964-1966) - Jimmy Greenhalgh (1966-1968) |  | - Ray Yeoman (1968-1970) - Len Richley (1970-1971) - Frank Brennan (1971-1972) - Ken Hale (1972-1972) - Allan Jones (1972-1972) - Ralph Brand (1972-1973) - Dick Conner (1973-1974) - Billy Horner (1974-1975) - Peter Madden (1975-1978) - Len Walker (1978-1979) - Billy Elliott (1979-1983) - Cyril Knowles (1983-1987) - David Booth (1987-1989) - Brian Little (1989-1991) - Frank Gray (1991-1992) - Ray Hankin (1992-1992) - Billy McEwan (1992-1993) |  | - Alan Murray (1993-1995) - David Hodgson (1995-1995) - Paul Futcher (1995-1996) - Jim Platt (1995-1996) - David Hodgson (1996-2000) - Gary Bennett (2000-2001) - Tommy Taylor (2001-2002) - Mick Tait (2002-2003) - David Hodgson (2003-2006) - Neil Maddison (2006-2006) - Dave Penney (2006-2009) - Colin Todd (2009-2009) - Steve Staunton (2009-2010) - Simon Davey (2010-2010) - Mark Cooper (2010-2011) - Craig Liddle (2011-2012) - Martin Gray (2012-2017) - Tommy Wright (2017-) |

## Trayectoria
El Darlington jugó por primera vez una competición nacional el 21 de noviembre de 1885, en la FA Cup 1885-86 donde perdieron 8-0 ante Grimsby Town. Sin embargo, en ese mismo año compitió y ganó la Durham Challenge Cup, torneo de clubes organizado por la Durham County Football Association. Este sería su primer gran título como club de fútbol profesional, que volvió a ganar en 1890-91 y 1892-93. A finales de la década de 1880 se afilió a la Northern Football League, categoría semiprofesional conformada por los condados de Northumberland, Tyne y Wear, Cumbria y Yorkshire del Norte. En las primeras dos temporadas alcanzó la quinta posición, aunque cinco años después mejoró esta marca con el cuarto puesto en la clasificación final. Sin embargo, su mejor actuación fue en la campaña 1895-96, al ganar el campeonato después de disputar 16 encuentros, ganar 10 partidos y marcar 53 goles. De aquí en adelante se consolidó como uno de los mejores clubes logrando el subcampeonato en 1896-97 y 1898-99.
Ganaron la North Eastern League en la temporada 1912-13 y en la 1920-21, torneo conformado por los equipos de la región Nordeste de Inglaterra. En 1921-22 fueron invitados para participar en la Football League Third Division, el tercer nivel del sistema de ligas de fútbol de Inglaterra, logrando el subcampeonato en la primera temporada. Continuó en la liga hasta 1925, cuando se proclamó campeón con 58 puntos, 24 partidos ganados y 78 goles a favor. Esto le valió un cupo para la Football League Second Division, donde obtuvo la decimoquinta posición en la primera campaña, la más alta en la historia del club en una competición nacional. Jugaron otras dos campañas consecutivas en la categoría antes de volver a la Football League Third Division en 1927.
La temporada 1967-68 fue la más exitosa en la Copa de la Liga, en la que llegaron a cuartos de final. Darlington jugó dos campañas en la Football League Third Division North en la década de 1980, aunque en 1988-89 fueron relegados a la Conference National después de permanecer en la categoría durante 68 años. Sin embargo, ascendieron nuevamente a la Football League Fourth Division y ganaron el torneo en 1990-91. Los cuáqueros consiguieron su último trofeo en la temporada 1999-2000 después de vencer a Brandon United en la final de la Durham Challenge Cup.
Los mejores resultados en ligas nacionales:
| Historial |                                 |          |
| Temporada | Competición                     | Posición |
| 1895-96   | Northern Football League        | 1        |
| 1912-13   | North Eastern League            | 1        |
| 1920-21   | North Eastern League            | 1        |
| 1924-25   | Football League Third Division  | 1        |
| 1925-26   | Football League Second Division | 15       |
| 1965-66   | Football League Fourth Division | 2        |
| 1989-90   | Conference Premier              | 1        |
| 2007-08   | Football League Two             | 6        |

### Estadísticas

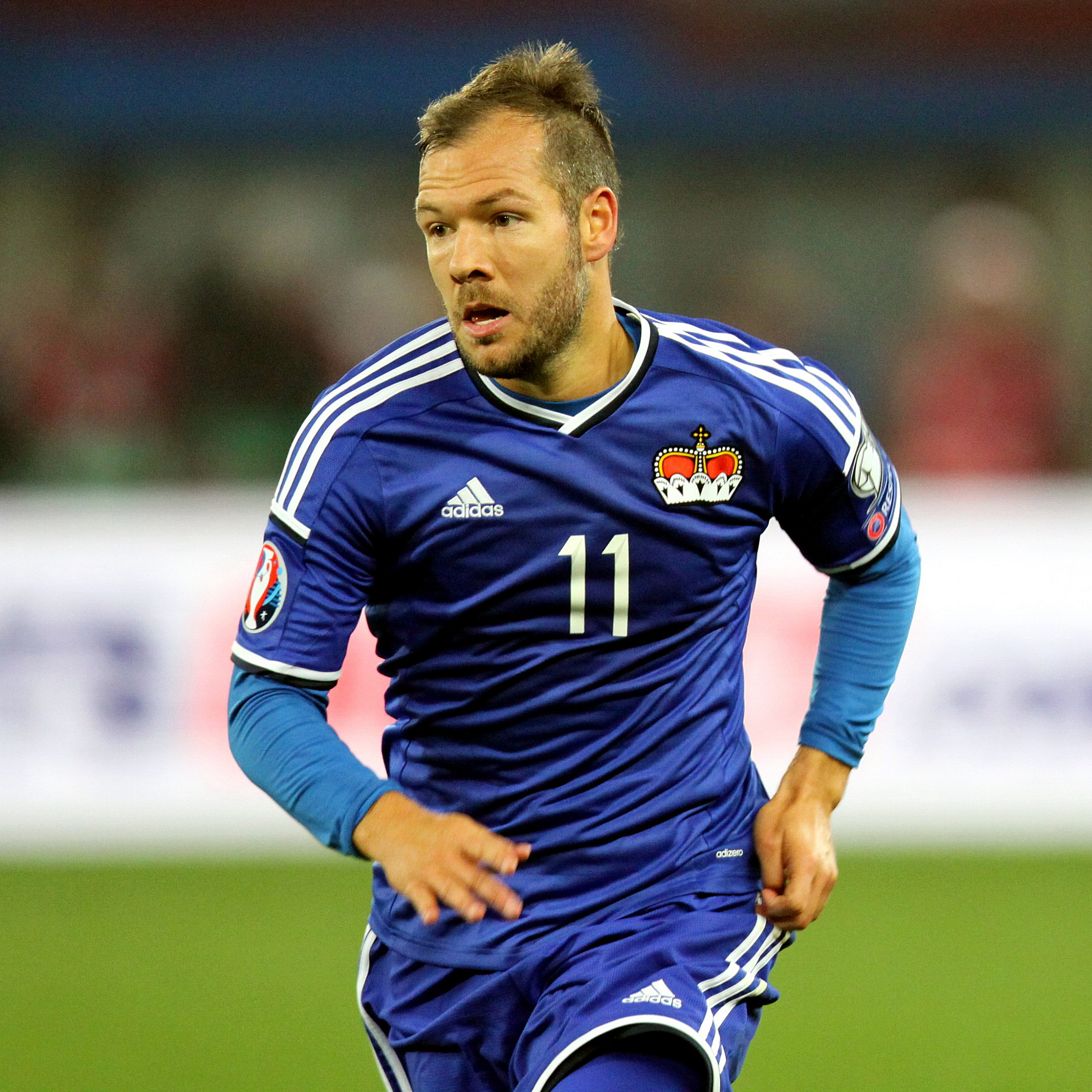
Franz Burgmeier, nacido en Liechtenstein, es el jugador extranjero con más participaciones en la historia del Darlington.

Dentro de la historia del club aparecen importantes datos sobre el desempeño y rendimiento en las diferentes competiciones. La mayor victoria en condición de local ocurrió el 24 de octubre de 1891 ante el Scarborough, cuando los cuáqueros ganaron 13-1 en la segunda fase de las rondas clasificatorias de la FA Cup de 1891-72. La mayor goleada conseguida en condición de visitante fue ante el Durham City, por 7-3 en la Football League Third Division North, el 22 de octubre de 1921. Esa misma temporada el equipo cosechó 22 victorias, la segunda mejor marca del torneo, y 81 goles a favor, la cifra más alta en la tabla general. A pesar de estos registros favorables, fue superado al final de la temporada por el Stockport County y permaneció en la Third Division North, ya que solo se entregaba un cupo para la Football League Second Division.
La mayor derrota sufrida por el club fue un 10-0 ante el Doncaster Rovers el 25 de enero de 1964. El jugador con más partidos en liga fue Ron Greener, con 439 entre 1955 y 1967. En total, el británico contabilizó 490 apariciones en todas las competiciones, más que cualquier otro jugador en toda la historia del club. Ron Greener es para muchos seguidores y simpatizantes, el mejor jugador que ha pasado por las filas del Darlington; murió en 2015 a la edad de 81 años. Por otro lado, Alan Walsh se constituyó como el mayor goleador en la historia de la institución con 87 anotaciones en el torneo doméstico y 100 en general. Otros futbolistas que destacaron fueron David Brown, quien anotó 39 goles en la temporada 1924-25, batiendo el récord de la liga. El canadiense Jason Richard de Vos se convirtió en el traspaso más costoso en la historia del club, después de haber sido adquirido por el Dundee United escocés por un costo de 400 000 libras en octubre de 1998.
En 2003 el club festejó el «Farewell to Feethams» en virtud de los 120 años de historia del Feethams. Los hinchas y seguidores seleccionaron los diez partidos más memorables que se disputaron en el estadio, entre ellos, el encuentro que ganaron al Chelsea 4-1 en la cuarta ronda de la FA Cup 1957-58 el 29 de enero de 1958, el que perdieron ante el Arsenal 2-0 en la FA Cup 1964-65 el 9 de enero de 1965 o el que jugaron ante el West Ham United con motivo de la Copa de la Liga de 1960-61, el 24 de octubre de 1960. Además se confeccionó el denominado «Dream Team» (equipo de ensueño) partiendo de los cuarenta futbolistas más emblemáticos en toda la historia del club. La escuadra quedó conformada por el portero Mark Prudhoe, los defensas Ronald «Ron» Greener, Craig Liddle, Kevan Smith y John Peverell, los centrocampistas Andy Toman, David McLean y Alan Sproates, y los delanteros Alan Walsh, Colin Sinclair y Marco Gabbiadini, este último goleador prolífico que marcó 48 goles en sus 81 partidos en el club, y más de 200 en toda su carrera deportiva. También fue votado como el jugador más grandioso del Darlington de todos los tiempos a pesar de haber disputado únicamente dos temporadas para el equipo.
Otros datos de interés:
- Mejor resultado en liga: 9-2 ante Lincoln City el 7 de enero de 1928.
- Mejor resultado en copa: 7-2 ante el Evenwood Town el 17 de noviembre de 1956.
- Mayor asistencia: 21 023 ante el Bolton Wanderers el 14 de noviembre de 1960.
- Jugador extranjero con más partidos: Franz Burgmeier, Liechtenstein.
- Más goles en una temporada de liga: 108 en 1929.
- Más puntos acumulados en liga: 85 en 1984-85.
- Segundo jugador con más goles: Jerry Best con 80.
- segundo jugador con más apariciones: John Peverell con 465.
- Mejor racha como local en liga: 12 partidos ganados.
- Mejor racha como visitante en liga: 10 partidos ganados.
- Mejor racha en liga: 17 partidos ganados.

## Palmarés

### Liga
- Football League Third Division North (1): 1924-25.
- Football League Fourth Division (1): 1990-91.
- Football Conference (1): 1989-90.
- Northern Football League (2): 1895-96, 1899-00.
- North Eastern League (2): 1912-13, 1920-21.

### Copa
- FA Trophy (1): 2010-11.
- Football League Third Division North Cup (1): 1933-34.
- Durham Challenge Cup (6): 1884-85, 1890-91, 1892-93, 1896-97, 1919-20, 1999-00.